# Olympische Winterspelen 1924
In 1921 stemde het Internationaal Olympisch Comité in met het houden van een Semaine des Sports d'Hiver ("Internationale Wintersportweek") in 1924 in het kader van de Olympische Spelen, die dat jaar in Parijs zouden worden gehouden. Deze internationale wintersportweek in Chamonix, aan de voet van de Mont Blanc, was een groot succes. Er werd besloten dat dit voortaan elke vier jaar los van de Zomerspelen zou worden georganiseerd. Daarmee werd deze wintersportweek de Ie Olympische Winterspelen.
Al eerder hadden kunstschaatsen (op de Spelen van Londen, 1908 en Antwerpen, 1920) en ijshockey (op de Spelen van Antwerpen) op het programma gestaan. Nu werden deze sporten bij de winterspelen opgenomen.
Er namen sporters uit zestien landen, waaronder België, deel aan de eerste Winterspelen. Eén schaatser uit Estland had zich wel aangemeld, maar deed uiteindelijk niet mee. Nederland ontbrak op dit sportevenement.
De dertien vrouwen die aan deze editie deelnamen kwamen uit bij kunstschaatsen (solo en paren).

## Hoogtepunten
- Het eerste onderdeel dat op het programma stond was de 500 meter schaatsen. Dit onderdeel werd gewonnen door Charles Jewtraw uit de Verenigde Staten, die daarmee de eerste olympische winterkampioen werd.
- De elfjarige Sonja Henie is de jongste deelnemer ooit aan de Olympische Spelen. Zij kan geen potten breken bij het kunstschaatsen: zij eindigde als achtste en laatste. Tijdens de volgende drie Olympische Winterspelen zou zij echter het kunstschaatsen domineren en werd driemaal op rij olympisch kampioen.
- Het Canadese ijshockey-team werd olympisch kampioen door alle vijf zijn wedstrijden te winnen en kreeg een doelsaldo van 110 voor en slechts drie tegen.
- Schansspringer Anders Haugen (VS) moest vijftig jaar wachten op zijn medaille. Tijdens de wedstrijd was er een fout gemaakt bij het opschrijven van de scores, waardoor hij vierde werd. In 1974 werd deze fout hersteld en kreeg hij alsnog een bronzen medaille.
- De Noorse skiër Thorleif Haug won de 15 kilometer en de 50 km langlauf en de noordse combinatie. Verder werd hij derde in het schansspringen. De dag na zijn overwinning besloot zijn geboortestad voor hem een standbeeld op te richten.
- De Finse schaatser Clas Thunberg won drie gouden medailles (op de 1.500 m, de 5.000 m en op het meerafstanden-kampioenschap), een zilveren (op de 10.000 m) en een bronzen (op de 500 m).
- Een bijzondere prijs voor alpinisme werd door Pierre de Coubertin uitgereikt aan Charles Bruce, die in 1922 een expeditie leidde die poogde de Mount Everest te beklimmen.

## Belgische prestaties
Er namen achttien deelnemers uit België deel in vier takken van sport: bobsleeën, kunstschaatsen, schaatsen en ijshockey. Er werd één medaille behaald. Het Belgische bobsleeteam België I, bestaande uit René Mortiaux, Charles Mulder, Paul Van Den Broeck, Victor Verschueren en Henri Willems, veroverde brons.

## Disciplines
Tijdens de Olympische Winterspelen van 1924 werden zes takken van sport beoefend. Zestien onderdelen uit negen disciplines stonden op het programma:
| Sport                | Discipline           | Onderdeel      |
| -------------------- | -------------------- | -------------- |
| Bobsleeën            | Bobsleeën            | 4/5-mansbob    |
| Curling              | Curling              | mannen         |
| Militaire patrouille | Militaire patrouille | 30 km team (m) |
| Schaatssport         | Kunstrijden          | mannen         |
| Schaatssport         | Kunstrijden          | vrouwen        |
| Schaatssport         | Kunstrijden          | paren          |
| Schaatssport         | Schaatsen            | 500 m (m)      |
| Schaatssport         | Schaatsen            | 1.500 m (m)    |
| Schaatssport         | Schaatsen            | 5.000 m (m)    |
| Schaatssport         | Schaatsen            | 10.000 m (m)   |
| Schaatssport         | Schaatsen            | Allround (m)   |
| Skisport             | Langlaufen           | 18 km (m)      |
| Skisport             | Langlaufen           | 50 km (m)      |
| Skisport             | Noordse combinatie   | mannen         |
| Skisport             | Schansspringen       | mannen         |
| IJshockey            | IJshockey            | mannen         |

## Medaillespiegel
Er werden 49 medailles uitgereikt, op de 500 m (m) werden twee bronzen medailles verstrekt. Het IOC stelt officieel geen medailleklassement op, maar geeft desondanks een medailletabel ter informatie. In het klassement wordt eerst gekeken naar het aantal gouden medailles, vervolgens de zilveren medailles en tot slot de bronzen medailles.
Omdat slechts tien landen medailles wisten te winnen, staat in de volgende tabel het gehele klassement. Het gastland heeft een blauwe achtergrond en het grootste aantal medailles in elke categorie is vetgedrukt.
Zie de medaillespiegel van de Olympische Winterspelen 1924 voor de volledige weergave en nadere details.
| Plaats | Land             | NOC | Goud | Zilver | Brons | Totaal |
| ------ | ---------------- | --- | ---- | ------ | ----- | ------ |
| 1      | Noorwegen        | NOR | 4    | 7      | 6     | 17     |
| 2      | Finland          | FIN | 4    | 4      | 3     | 11     |
| 3      | Oostenrijk       | AUT | 2    | 1      | 0     | 3      |
| 4      | Zwitserland      | SUI | 2    | 0      | 1     | 3      |
| 5      | Verenigde Staten | USA | 1    | 2      | 1     | 4      |
| 6      | Groot-Brittannië | GBR | 1    | 1      | 2     | 4      |
| 7      | Zweden           | SWE | 1    | 1      | 0     | 2      |
| 8      | Canada           | CAN | 1    | 0      | 0     | 1      |
| 9      | Frankrijk        | FRA | 0    | 0      | 3     | 3      |
| 10     | België           | BEL | 0    | 0      | 1     | 1      |

## Deelnemende landen

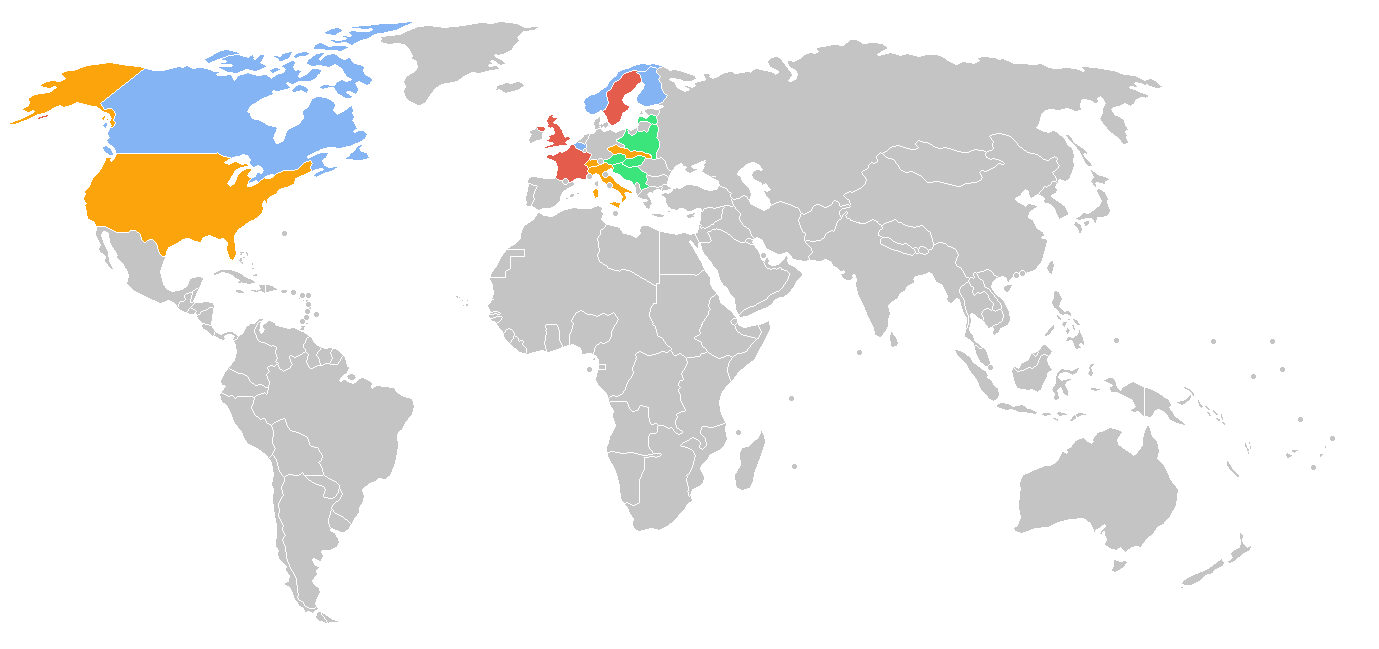

Zestien landen namen deel aan de eerste Winterspelen. Eén schaatser uit Estland had zich aangemeld, maar deed uiteindelijk niet mee.